# اسدآباد (کوهرنگ)
اسدآباد روستایی در دهستان دشت زرین بخش مرکزی شهرستان کوهرنگ استان چهارمحال و بختیاری ایران است.

## جمعیت
بر پایه سرشماری عمومی نفوس و مسکن در سال ۱۳۹۵ جمعیت این روستا ۳۵ نفر (۱۳خانوار) بوده‌است.